# M1 4.5インチ砲

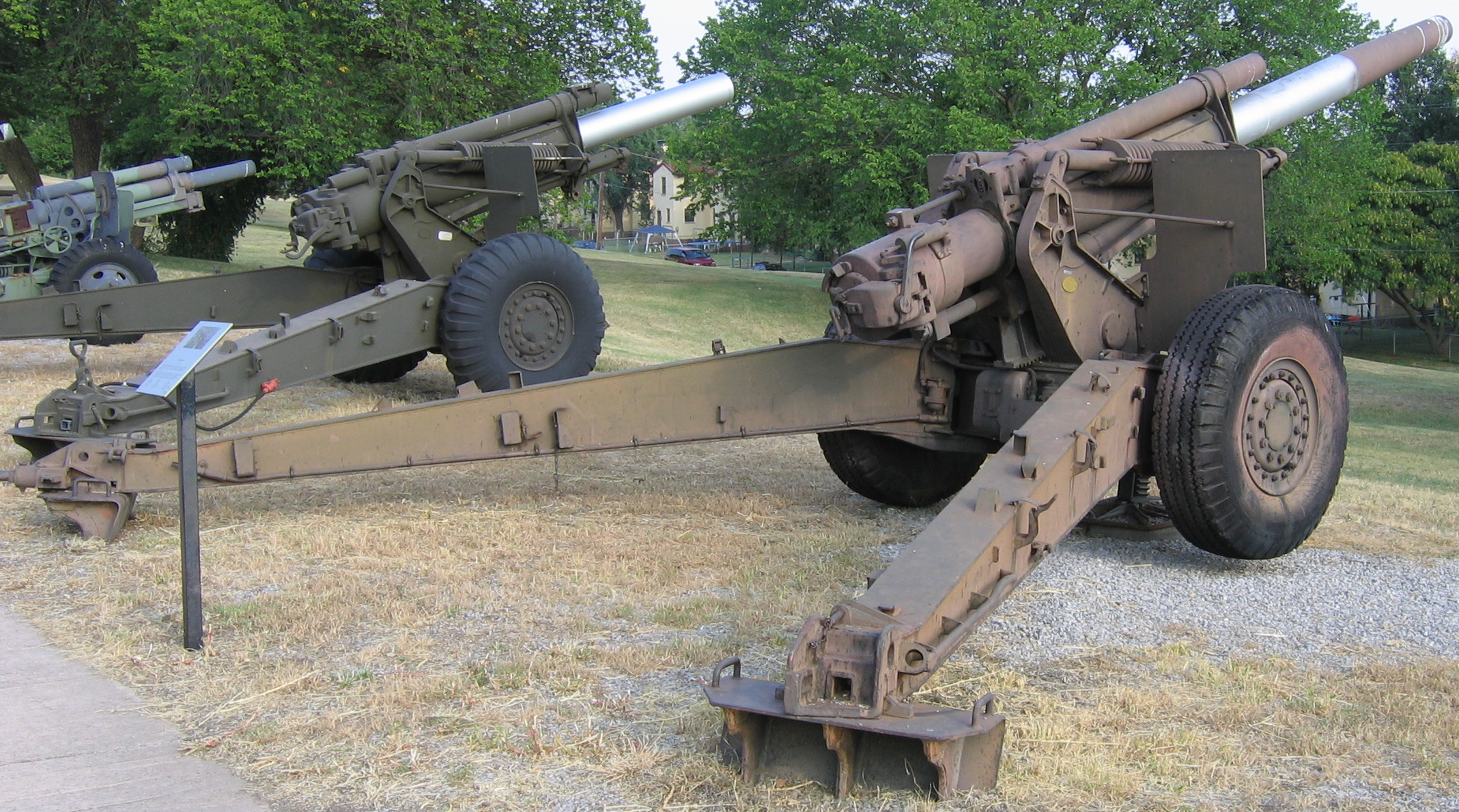
M1 4.5インチ砲
オクラホマ州フォート・シルのアメリカ陸軍砲兵博物館の展示品
左後方はM1 155mm榴弾砲

M1 4.5インチ砲(4.5 inch Gun M1)は、アメリカ合衆国が1941年に開発したカノン砲である。

## 概要

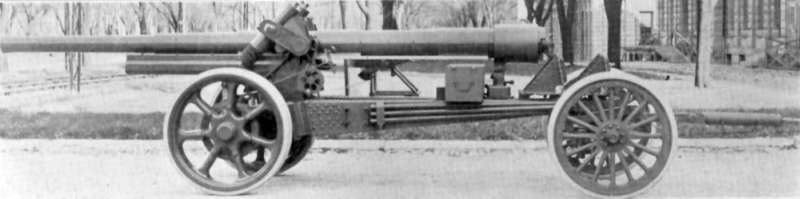
M1921E砲架に搭載されたM1922E 4.7インチ砲
(「Field Artillery Journal Jan 1922」に掲載された写真)

アメリカ陸軍は、第一次世界大戦時に開発され採用された旧式のM1906 4.7インチ砲に換わるものとして1920年より新型の4.7インチ(119.38mm)野戦砲の開発を進めた。
この新型砲はM1921E砲架にM1922E 4.7インチ砲を搭載したものとして完成し、更に履帯式のトラクターにM1922E 4.7インチ砲を搭載した自走砲架(自走砲)、「4.7-Inch Gun Motor Carriage, Model 1922(4.7インチ自走砲架 M1922)」も開発されたが、戦間期の予算削減のために開発中止となり、生産も行われなかった。
4.7インチ砲は第2次世界大戦勃発と共に再開された数多くの兵器開発計画の一つとして1939年に計画が再開され、新たに「4.7-Inch Gun T3(4.7インチ砲 T3)」として開発が進められた。開発期間を短縮するために砲架は同時期に開発されていたM1 155mm榴弾砲のものが流用され、M1922E 4.7インチ砲の砲身及び閉鎖器をそのままM1 155mm榴弾砲の揺架に結合させて完成した。
T3はテストでも特に問題がなかったため、制式化されて量産に移行する予定であったが、同盟国である英国が4.5インチ口径のカノン砲(BL 4.5インチ中級野砲)を多数運用していることから弾薬の共通性が求められ、口径を4.7インチより4.5インチ(114.3mm)に変更し、1941年4月に「4.5 inch Gun M1(M1 4.5インチ砲)」として制式化された。生産は1942年9月から1944年2月まで行われ、計416門が生産された。
M1 4.5インチ砲は第二次世界大戦においてアメリカ陸軍で使用され、砲架が共通なM1 155mm榴弾砲と同じくM5高速牽引車によって牽引されて運用された。全体として軽量で運用が容易な割に射程が長いことは高い評価を得たが、野戦カノン砲としては口径が比較的小さい上、砲弾の製造に用いられた鉄鋼材の問題もあって威力が低く、105mm砲と比べてさほどの威力の向上がないことは問題とされた。また、運用する小中口径砲に75mm、105mmに加えて威力に大差のない4.5インチ砲を加えることは補給の負担を増すとされ、米軍は4.5インチ口径の野戦砲の廃止を決定した。これにより、当砲は第2次世界大戦が終結した1945年9月には全門が現役を引退した。
自走化したものとして、M5軽戦車の車体を発展させたものに搭載した「4.5in Gun Motor Carriage T16(T16 4.5インチ自走砲)」が開発されたが、1両のみの試作に終わっている。

## 諸元・性能
諸元
- 種別: カノン砲
- 口径: 4.5in（114.3mm）
- 砲身長: 4,918mm(16ft 2in)、43口径／4,756mm(15ft 7in)、41.6口径※砲身内長
- 重量: 5,654kg(12,465lb)
- 全長: 8,150mm(27ft)
- 全幅: 2,400mm(7ft 10in)
- 全高: 2,120mm(6ft 11in)
- 砲員数: 11名

作動機構
- 砲尾: 隔螺式右開き型
- 反動: 油気圧緩衝式
- 砲架: 開脚式

性能
- 俯仰角: 最低＋－0度　最高＋65度
- 旋回角: 左右 26.5度
- 初速: 693m/s(2,274ft/s)
- 最大射程: 19,317m(21,125ヤード)
- 発射速度: 4発/分(最高)／1発/分(持続）

砲弾・装薬
- 弾薬: 分離装薬式薬嚢型

- 使用弾薬: 弾頭=M65 HE(高性能炸薬)弾／M8 訓練弾
　　　　　装薬=M7 通常装薬／M8 強装薬／M6 訓練装薬

運用史
- 開発国: アメリカ合衆国
- 生産期間: 1942年－1944年
- 生産総数: 416門